# Acacia furcatispina
Acacia furcatispina là một loài thực vật thuộc họ Fabaceae. Nó được tìm thấy ở Argentina, Bolivia, và Paraguay.

## Hình ảnh

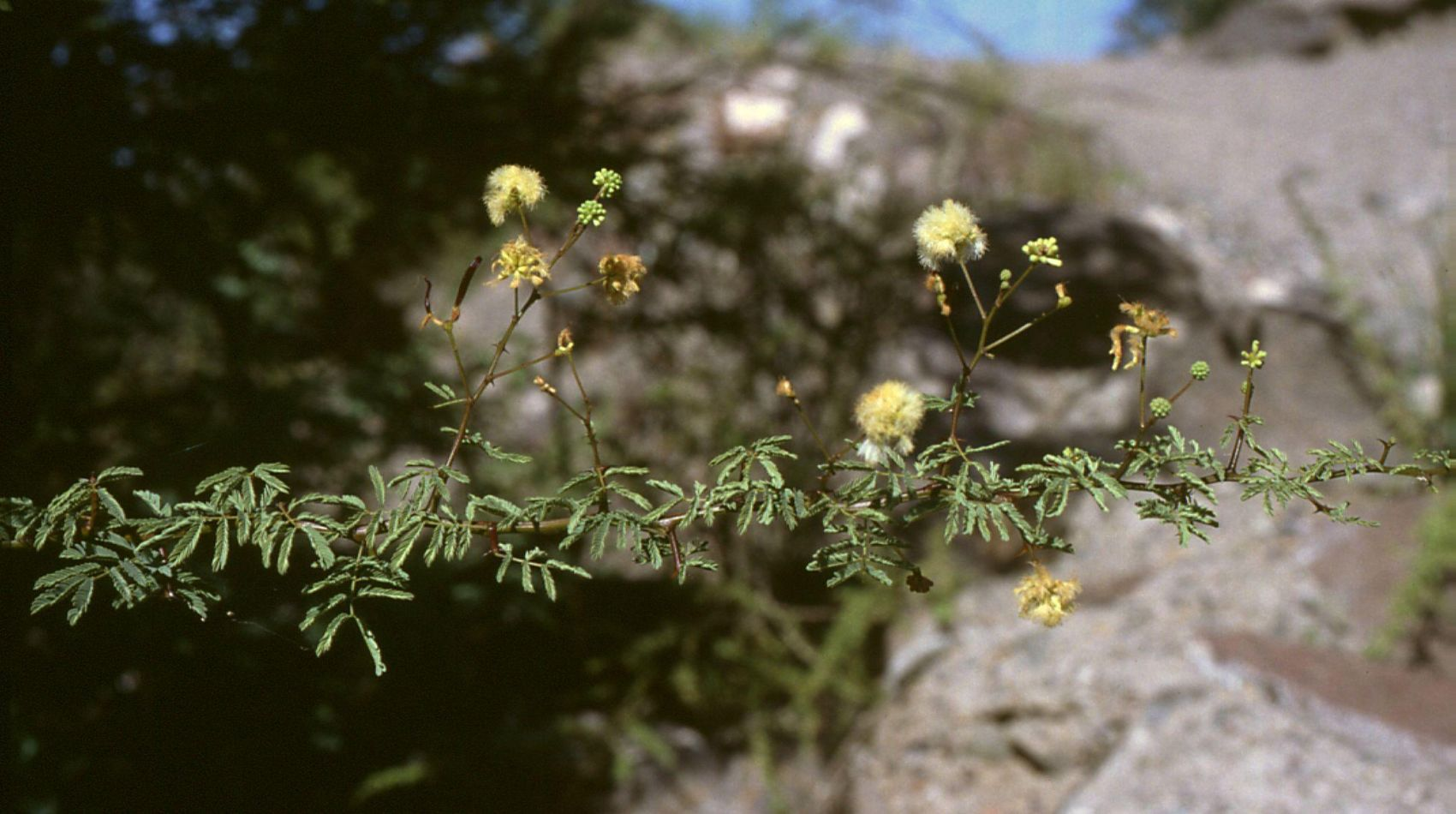